# Анвара
Анвара (бенг. আনোয়ারা, англ. Anwara) — город на юго-востоке Бангладеш, административный центр одноимённого подокруга. Площадь города равна 3,34 км². По данным переписи 2001 года, в городе проживало 4258 человек, из которых мужчины составляли 53,59 %, женщины — соответственно 46,41 %. Плотность населения равнялась 1274 чел. на 1 км². Уровень грамотности населения составлял 64,4 % (при среднем по Бангладеш показателе 43,1 %).